# سرشماری ۲۰۱۱ کانادا
سرشماری سال ۲۰۱۱ کانادا یک سرشماری مفصل از جمعیت کانادا است که در تاریخ ۱۰ ماه می ۲۰۱۱ توسط اداره آمار کانادا انجام شد.
طبق این سرشماری جمعیت کانادا در آن تاریخ ۳۳٬۴۷۶٬۶۸۵ نفر شامل ۱۶٬۴۱۴٬۲۲۵ نفر مرد و ۱۷٬۰۶۲٬۴۶۰ نفر زن بود. سرشماری در کانادا هر پنج سال یک بار برگزار شده و سرشماری بعدی در سال ۲۰۱۶ برگزار می‌شود. پرکردن فرم سرشماری در کانادا اجباری بوده و اگر شهروندی آن را پر نکند مجازات جریمه یا زندان دارد.